# 7-cm-Gebirgskanone M. 09
Die 7-cm-Gebirgskanone M.09, oder 7-cm-Rohrücklauf-Gebirgskanone M.09, war ein österreich-ungarisches Gebirgsgeschütz und kam im Ersten Weltkrieg zum Einsatz.

## Entwicklung
Um den Bedarf an Gebirgsgeschützen für das österreich-ungarische Heer zu decken, begann man mit der Entwicklung an einem neuen Geschütz. Dieses sollte die alte 7-cm-Gebirgskanone M. 99 ablösen und deutliche Verbesserungen aufweisen als der Vorgänger.

## Technische Beschreibung
Die 7-cm-Gebirgskanone M.09 verfügte über einen ständig langen Rohrrücklauf. Das Geschützrohr bestand aus einem Stück und hatte das Kaliber von 7,25 cm. Die Lafette war länger als bei der recht ähnlichen 7-cm-Gebirgskanone M. 08 und verfügte über schwenkbare, gekröpfte Achse. Damit gelang es, einen guten Höhenrichtbereich, trotz der langen Lafette, zu erreichen. So erreichte man eine Bereich zwischen −9 und +32 Winkelgrad. Zu beiden Seiten konnte das Geschütz um 5 Winkelgrad gedreht werden. Alles darüber hinaus musste mit der Lafette gedreht werden.
Die verwendete Munition bestand aus 5,5 kg schweren Granaten. Bei einer Mündungsgeschwindigkeit von 300 m/s konnten die Granaten bis zu 5,3 km weit gefeuert werden. Um die Besatzung gegen Feindbeschuss und Schrapnellen zu schützen, verfügte die Lafette über einen Schild. Für den Transport konnte man das Geschütz in fünf Teile zerlegen. Dazu zählten das Geschützrohr, die Rohrwiege, die Unterlafette mit Schild, die Achse mit Rädern und Zubehör und die Munition.

## Einsatz
Man wollte die Leistungen der alten M.99 verbessern, erreichte es aber nicht mit dem neuen Geschütz. Die ballistischen Leistungsdaten waren fast identisch. Dennoch wurden zu Beginn des Krieges 20 Batterien der österreichischen Gebirgsartillerie mit einigen dieser Geschütze bewaffnet. Diese wurden nach und nach durch die bessere 7,5-cm-Gebirgskanone M. 15 ausgetauscht.